# Bojarka
Bojarka (ukrainisch und russisch Боярка) ist eine Stadt in der Ukraine in der Oblast Kiew mit etwa 41.950 Einwohnern.

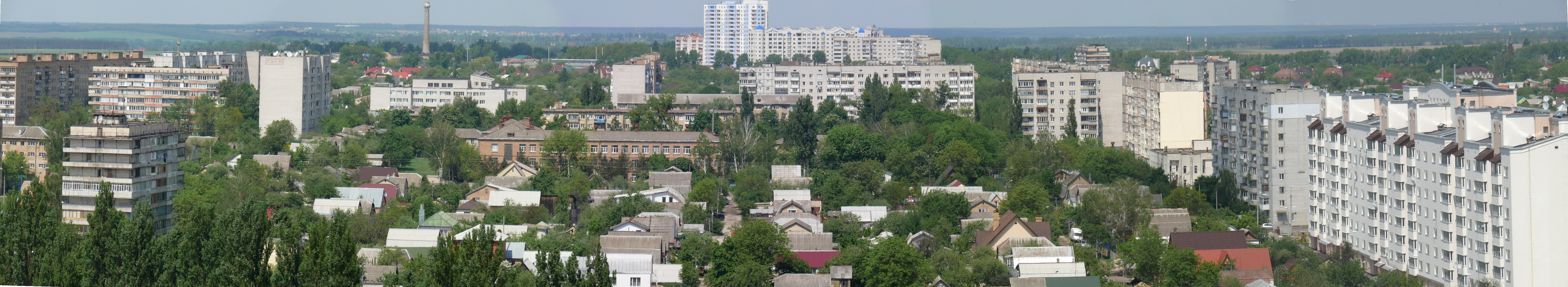
Panorama Bojarka

Die Stadt liegt im Nordosten des Rajon Fastiw an der Fernstraße M 05/E 95 etwa 15 Kilometer südwestlich der Landeshauptstadt Kiew.

## Geschichte
Der Ort ist seit langem besiedelt. In Zeiten der Kiewer Rus befand sich hier eine slawische Siedlung ('Budajiwka'). Die Siedlung Budajiwka wurde am Anfang des 16. Jahrhunderts zum ersten Mal erwähnt. In Scholem Alejchems Erzählung Tewje, der Milchmann erscheint der Ort unter dem fiktiven Namen Bojberik.  1956 entstand die Stadt Bojarka durch den Zusammenschluss der Siedlungen Bojarka, Budajiwka und Nowa Tarasiwka.

## Galerie

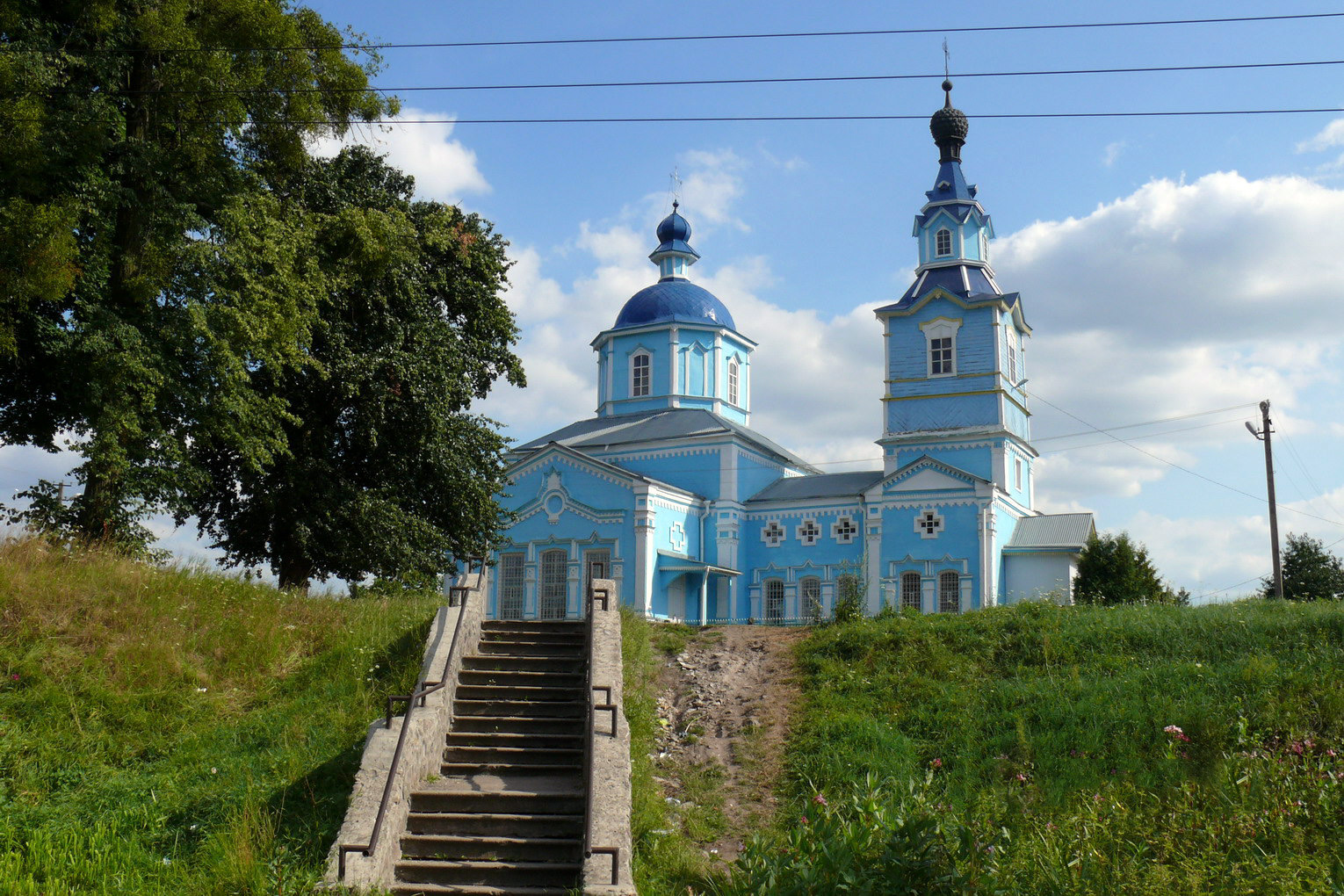
St.-Michaelskirche
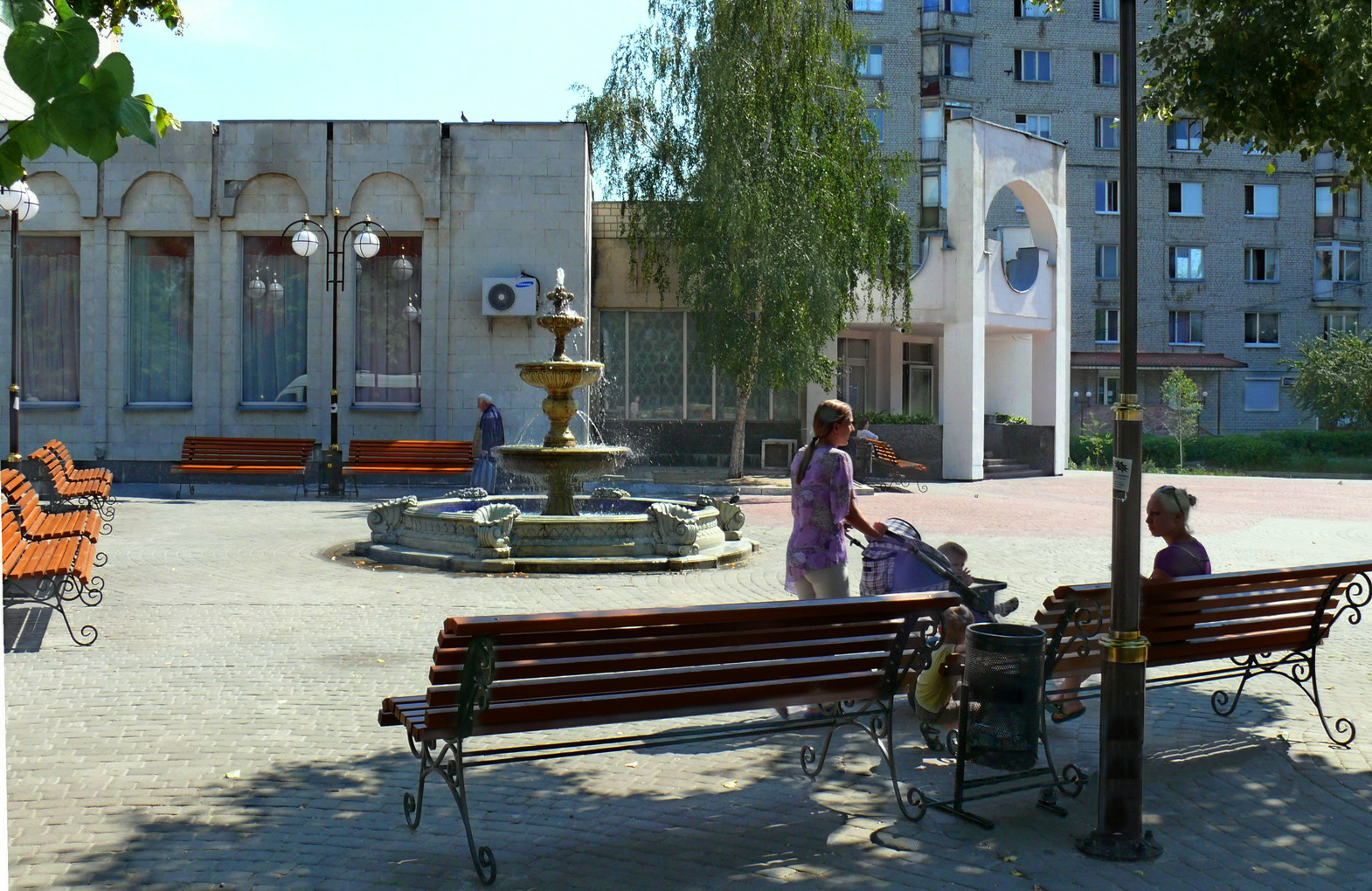
Zeremonialhaus
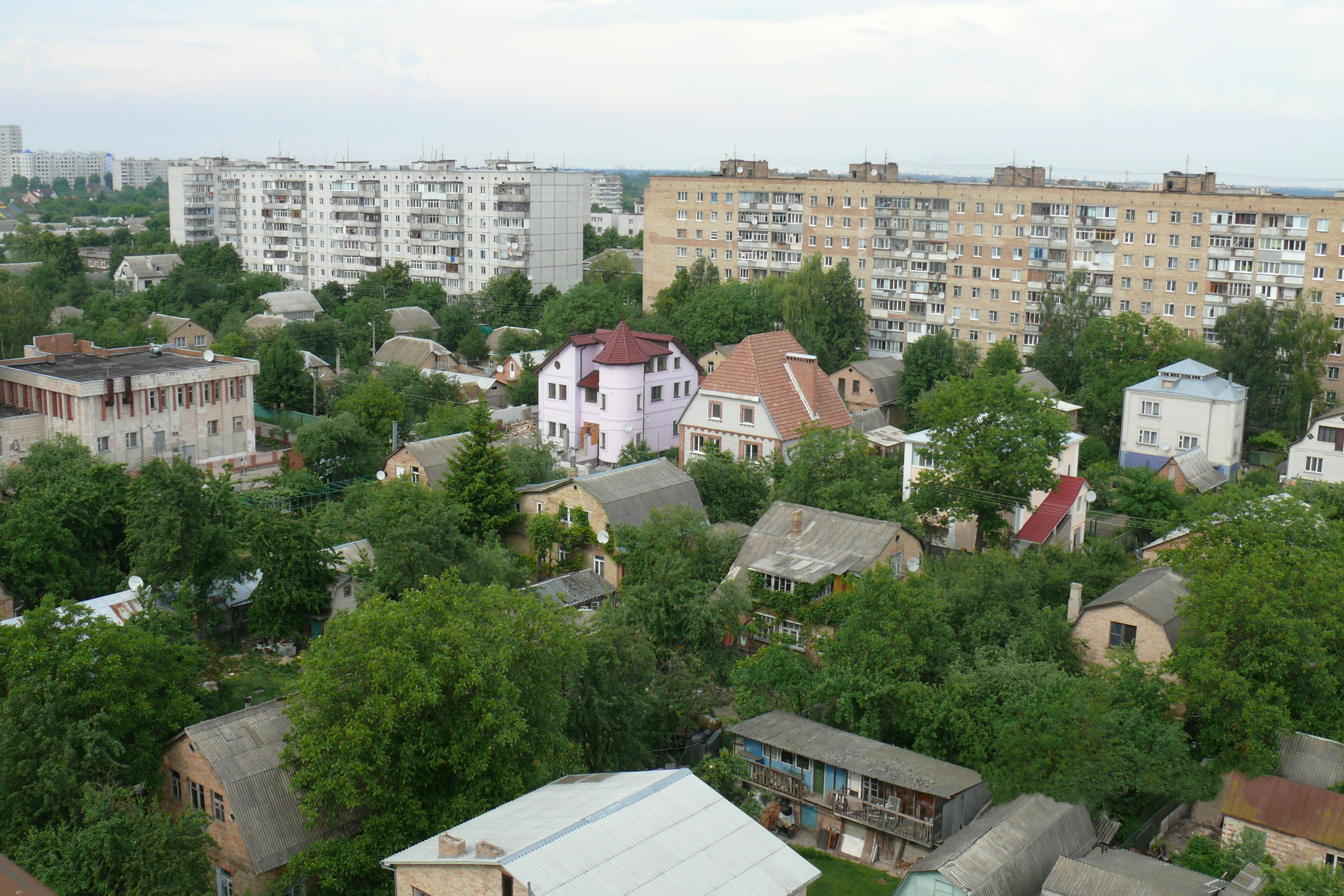
Wohngebiete
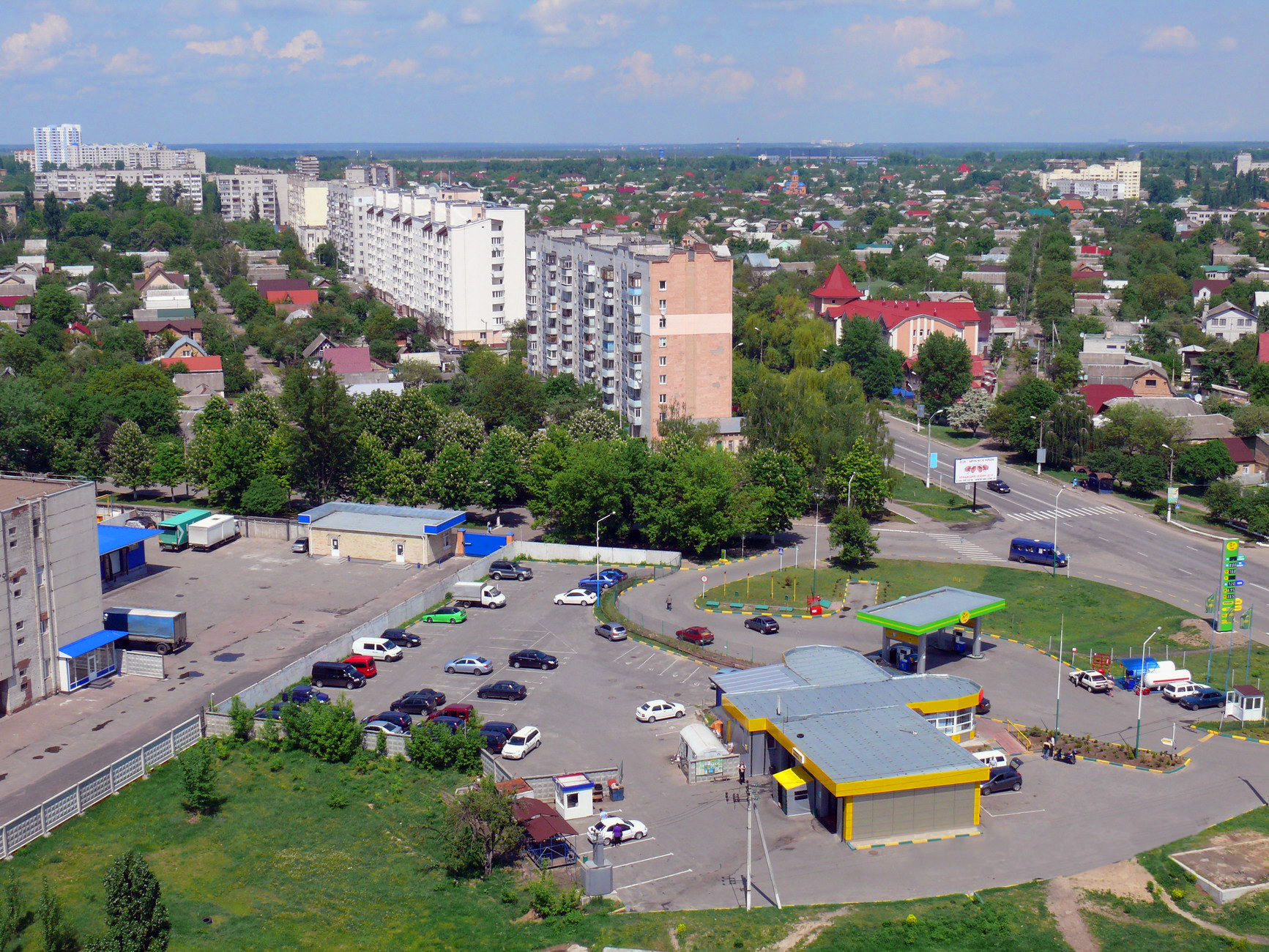
Blick aus dem Bürogebäude des Maschinenbauwerks
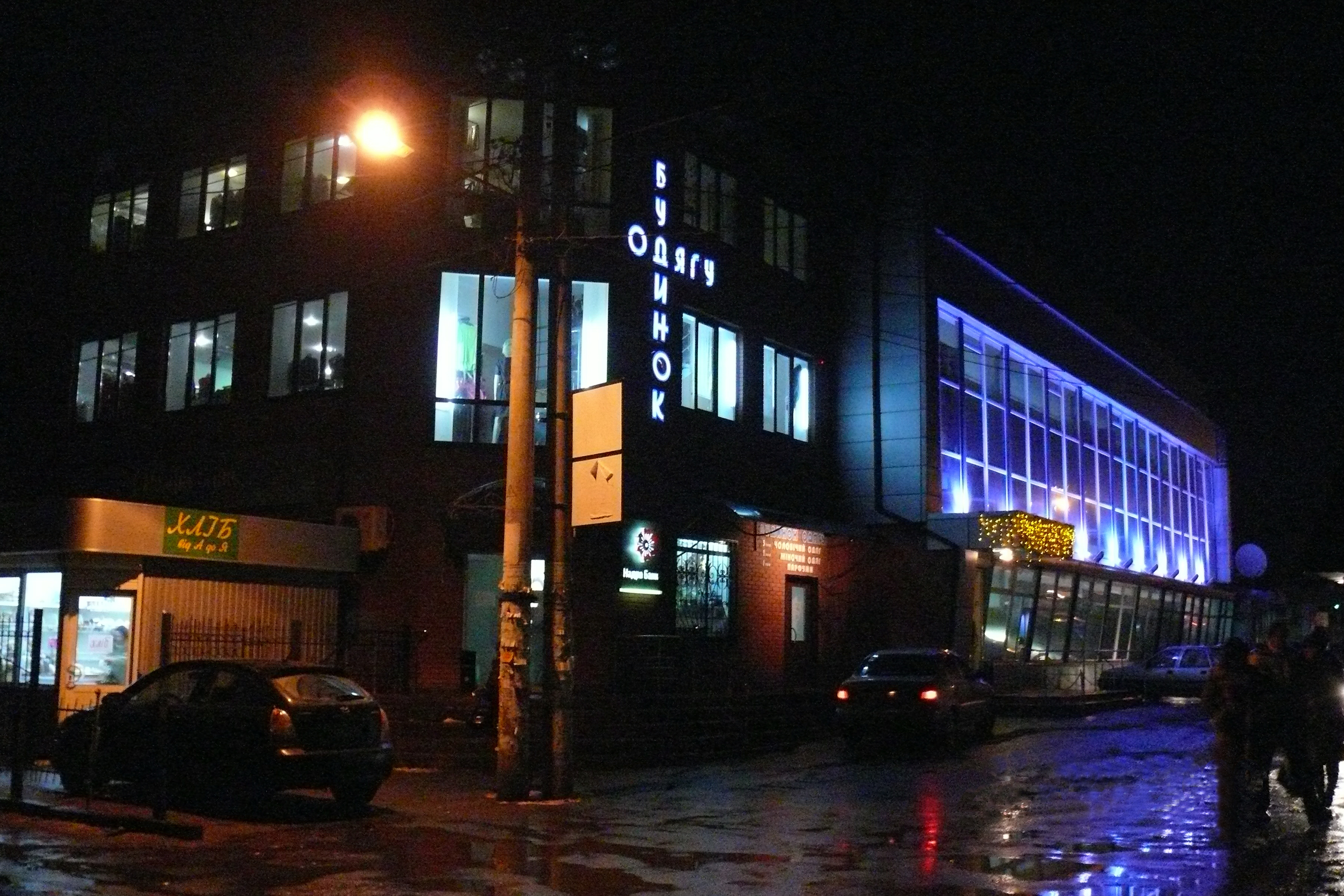
Kaufhaus
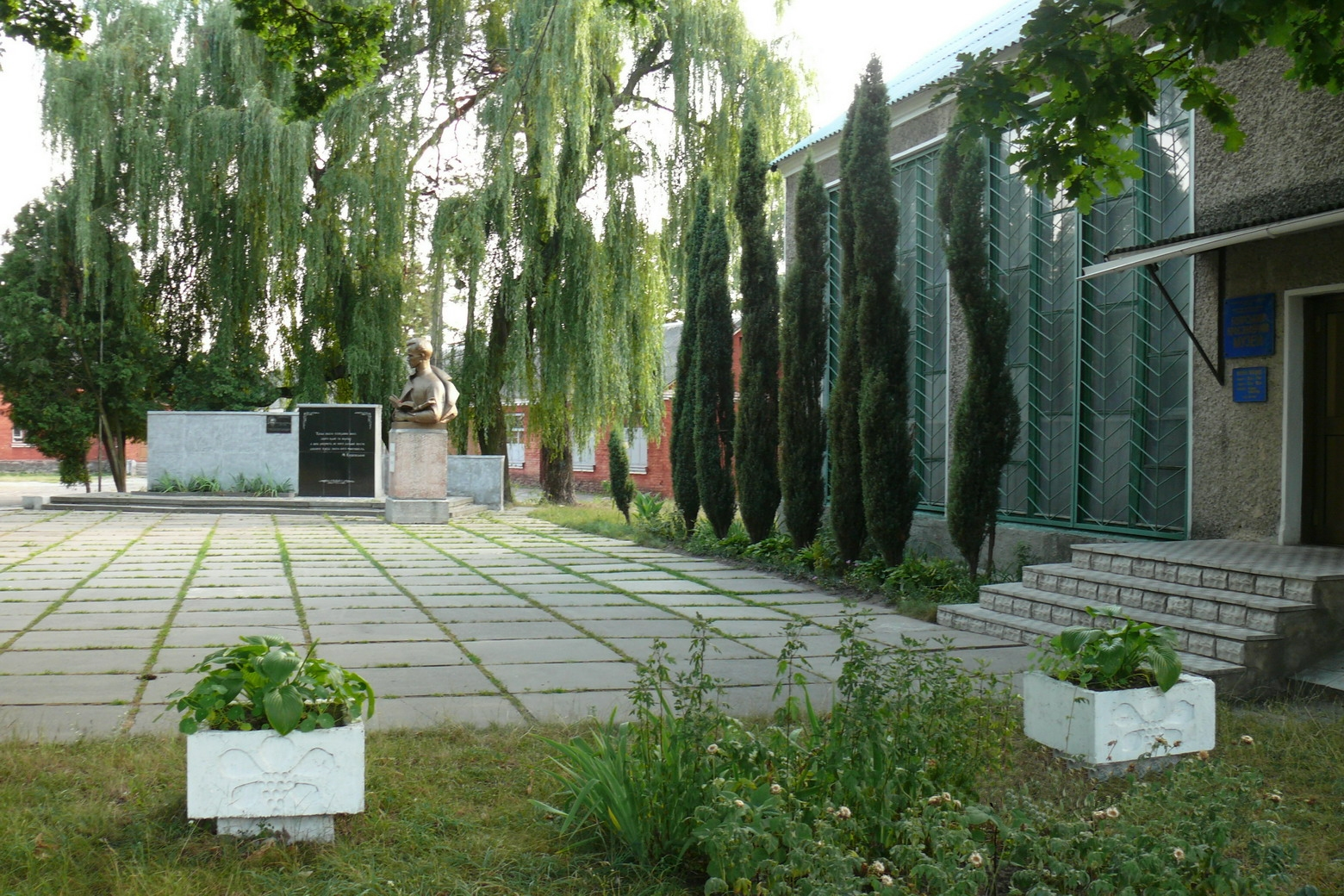
Städtisches Museum
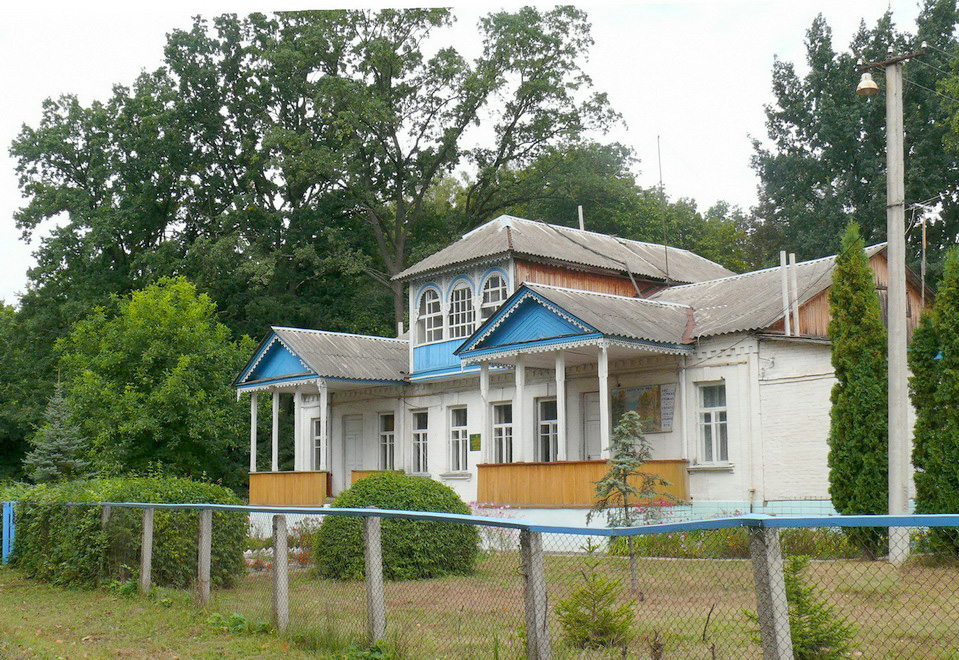
Försterei
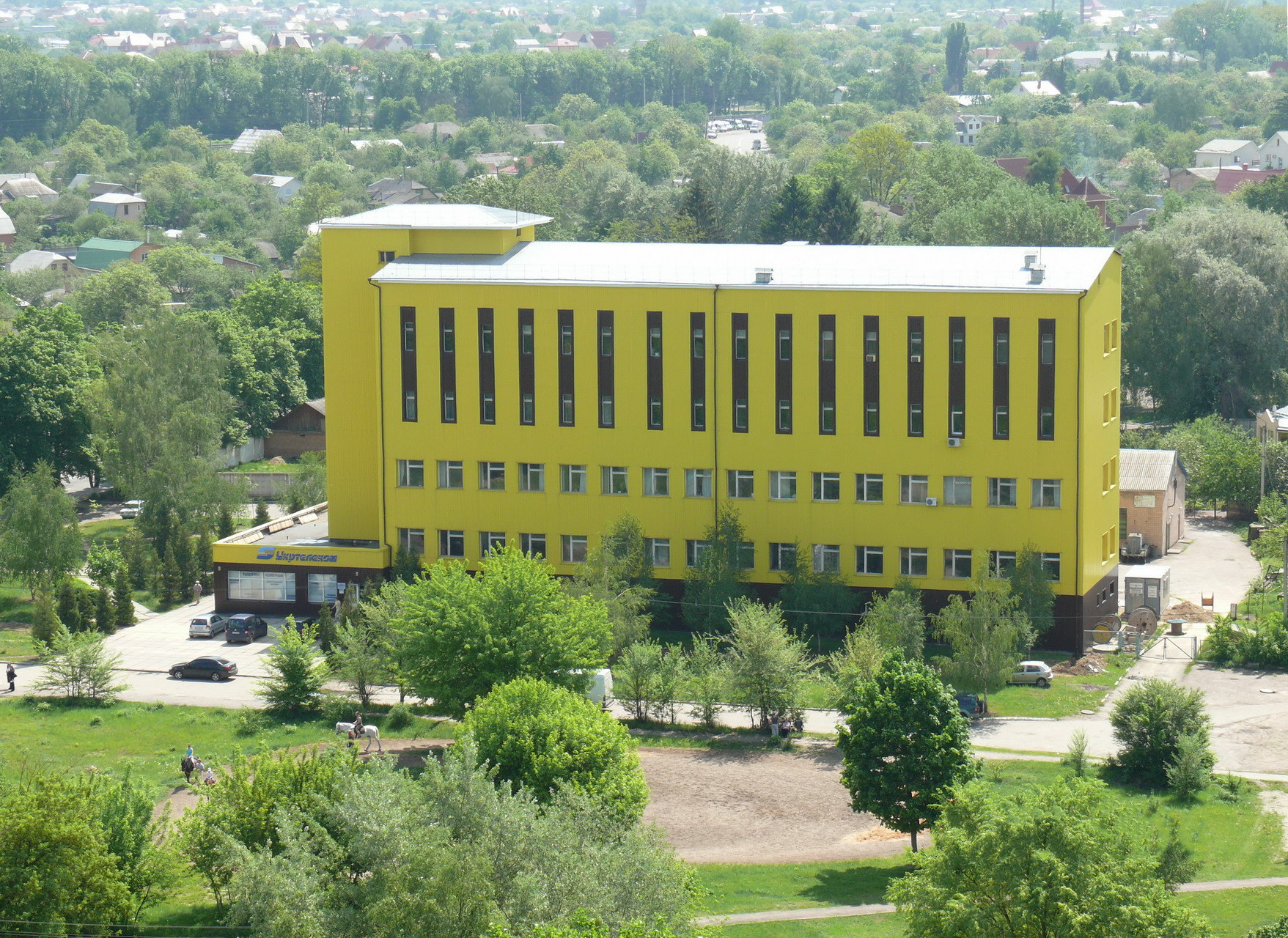
Postamt

## Verwaltungsgliederung
Am 12. Juni 2020 wurde die Stadt zum Zentrum der neugegründeten Stadtgemeinde Bojarka (Боярська міська громада/Bojarska miska hromada). Zu dieser zählen auch die 10 in der untenstehenden Tabelle aufgelisteten Dörfer, bis dahin bildete sie die gleichnamige Stadtratsgemeinde Bojarka (Боярська міська рада/Bojarska miska rada) im Süden des Rajons Kiew-Swjatoschyn.
Am 17. Juli 2020 kam es im Zuge einer großen Rajonsreform zum Anschluss des Rajonsgebietes an den Rajon Fastiw.
Folgende Orte sind neben dem Hauptort Bojarka Teil der Gemeinde:
| Name                     | Name       | Name                     |
| ukrainisch transkribiert | ukrainisch | russisch                 |
| ------------------------ | ---------- | ------------------------ |
| Dswinkowe                | Дзвінкове  | Дзвонковое (Dswonkowoje) |
| Iwankiw                  | Іванків    | Иванков (Iwankow)        |
| Knjaschytschi            | Княжичі    | Княжичи (Knjaschitschi)  |
| Maljutjanka              | Малютянка  | Малютянка                |
| Nowe                     | Нове       | Новое (Nowoje)           |
| Nowosilky                | Новосілки  | Новосёлки (Nowosjolki)   |
| Perewis                  | Перевіз    | Перевоз (Perewos)        |
| Sabirja                  | Забір'я    | Заборье (Saborje)        |
| Schorniwka               | Жорнівка   | Жорновка (Schornowka)    |
| Tarassiwka               | Тарасівка  | Тарасовка (Tarassowka)   |

## Einwohnerentwicklung
| 1923 | 1926  | 1939  | 1959   | 1970   | 1979   | 1989   | 2001   | 2005   | 2015   |
| ---- | ----- | ----- | ------ | ------ | ------ | ------ | ------ | ------ | ------ |
| 836  | 4.088 | 8.635 | 19.465 | 28.991 | 34.197 | 38.773 | 35.968 | 35.339 | 35.586 |

Quelle: 

## Persönlichkeiten
- Der sowjetische Schriftsteller Nikolai Ostrowskij, Autor des Kultromans Wie der Stahl gehärtet wurde, dessen Handlung in der Nähe von Bojarka spielt, stammt aus Bojarka. In der Stadt befindet sich ein Museum zur Person und Werk von Ostrowskij.
- Der ukrainische Dichter und sowjetische Dissident Iwan Kowalenko lebte den größten Teil seines Lebens in Bojarka.[4]
- Der ukrainisch-US-amerikanische Musiker und Schauspieler Eugene Hütz wurde in Bojarka geboren.
- Die ukrainische Juristin und Menschenrechtsaktivistin Oleksandra Matwijtschuk wurde in Bojarka geboren.